# Nesoryzomys
A Nesoryzomys az emlősök (Mammalia) osztályának rágcsálók (Rodentia) rendjébe, ezen belül a hörcsögfélék (Cricetidae) családjába tartozó nem.

## Rendszerezés
A nembe az alábbi 2 élő és 2 kihalt faj tartozik:
- †Nesoryzomys darwini Osgood, 1929
- Nesoryzomys fernandinae Hutterer & Hirsch, 1979
- †Nesoryzomys indefessus Thomas, 1899 - típusfaj
- Nesoryzomys swarthi Orr, 1938